# Ларрі Крейг
Ларрі Едвін Крейг (англ. Larry Edwin Craig; нар. 20 липня 1945, Каунсіл, Айдахо) — американський політик, представляв штат Айдахо в обох палатах Конгресу США, спочатку у Палаті представників з 1981 по 1991, а потім у Сенаті з 1991 по 2009 рік. Член Республіканської партії.

## Біографія
У 1969 році він отримав ступінь бакалавра в Університеті Айдахо. Потім він протягом короткого часу також навчався в Університеті Джорджа Вашингтона. Він служив у Національної гвардії Айдахо з 1970 по 1972 роки. Крейг був членом Сенату штату з 1974 по 1980 роки.
У 1983 він увійшов до правління Національної стрілецької асоціації, у тому ж році одружився зі Сьюзан Томпсон і прийняв трьох її дітей від попереднього шлюбу.
Був заарештований таємним співробітником поліції 27 серпня 2007 року за аморальну поведінку в чоловічому туалеті аеропорту Меніаполіса.